# Славутич (вагон метро)
81-553.1/554.1/555.1 «Славутич» — тип электровагонов метрополитена, являющийся модификацией вагонов метро серии 81-717/714 для Киевского метрополитена. Совместное производство ЗАО «Вагонмаш» и чешского завода «Шкода» с участием Киевского метрополитена. Единственный выпущенный состав этой модели поступил в депо «Оболонь» в 2001 году.

## Характеристики
Состав состоит из пяти вагонов — двух головных (тип 81-553.1, № 10247—10248), двух промежуточных моторных (тип 81-554.1, № 11434—11435) и одного прицепного (тип 81-555.1, № 11436) и собран по схеме Мг-Мп-Пп-Мп-Мг. Он приписан к депо «Оболонь» и эксплуатировался на второй линии (хотя изначально предполагалось, что состав поедет по Сырецко-Печерской линии, поскольку на ней установлена система АРС «Днепр», совместимая с программным обеспечением состава). Данный поезд оснащён асинхронными тяговыми двигателями, работоспособность всего состава контролируется бортовыми компьютерами, расположенными в каждом вагоне. Все пять компьютеров соединены в сеть двумя независимыми оптическими каналами.
Кабина машиниста имеет одностворчатые двери с обеих сторон головного вагона, они открываются вручную поворотом внутрь вагона. На панели управления находятся скоростемер, монитор и два контроллера в виде джойстиков. На скоростемер выводится не только скорость, но и показания АЛС-АРС. Монитор с сенсорным экраном: в состоянии, когда кабина является ведущей, на него выведены напряжение на контактном рельсе, напряжение бортовой сети, давление в тормозной системе каждого вагона и линейный индикатор «ускорение-замедление». Кроме этого, на мониторе может отображаться практически вся информация по составу — неполадки, режимы работы оборудования в составе, прочее.
По конструкции кузова вагоны «Славутича» схожи с вагонами типов 81-717/714, однако имеются отличия. На головных электровагонах типа 81-553.1 установлена передняя стеклопластиковая маска, разработанная в Чехии для модернизации пражских метровагонов типов 81-717.1/714.1. Сцепки между вагонами состава нестандартные. Поэтому нельзя заменить один вагон «Славутича» вагоном из другого состава или резервным. На головных вагонах со стороны кабины машиниста для совместимости с остальным парком подвижного состава и для возможности транспортировки состава в экстренных случаях установлены автосцепки Шарфенберга.
Для вентиляции пассажирского салона используются привычные вентиляционные черпаки, которые снаружи закрыты декоративными металлическими накладками. Салоны головных и моторных вагонов в целом идентичны стандартным вагонам метрополитена, лишь сидения обшиты велюром красного цвета и расположены вдоль оси вагона. Исключение составляет салон прицепного вагона, там часть сидений размещена перпендикулярно оси вагона, именно это его и отличает от других вагонов эксплуатируемых в киевском метро. Такое расположение сидений было предложено чешскими специалистами, которых применяли такую компоновку салона при модернизации вагонов 81-717/714 для пражского метро.
Двери между вагонами могут быть открыты из кабины машиниста. Также есть контроль открытия торцевых дверей. Двери для пассажиров имеют электрический, а не пневматический привод. Если одна из створок не может полностью закрыться, то открывается только эта створка, а не двери во всём составе, причём машинист в этом не принимает никакого участия.

## Эксплуатация
Единственный построенный состав прибыл в депо ТЧ-2 «Оболонь» в 2001 году, а в следующем году началась его регулярная эксплуатация на Оболонско-Теремковской линии. Из-за отсутствия запчастей с 2013 года «Славутич» выведен из регулярной эксплуатации и находится на хранении в депо «Оболонь».